# Jewgeni Jewgenjewitsch Hübschmann
Jewgeni Jewgenjewitsch Hübschmann (russisch Евгений Евгеньевич Гибшман; * 7. Julijul. / 20. Juli 1905greg.; † 22. Januar 1973 in Moskau) war ein russisch-sowjetischer Verkehrs- und Brücken-Bauingenieur und Hochschullehrer.

## Leben
Hübschmanns Vater Eugen Hübschmann (1872–1934) und Großvater Alexander Hübschmann (1839–1893) waren deutsch-baltische Verkehrsingenieure. Der Ururgroßvater Johann Martin Hübschmann (1761–1817) war als Arzt aus Hannover ins kurländische Jakobstadt gekommen. Der Urgroßvater Karl Friedrich Hübschmann (1805–1887) war Pastor in Kurland.
Hübschmann besuchte in Moskau das private klassische Gymnasium P. N. Strachows. Auch studierte er Musik und Malerei. Nach der Oktoberrevolution musste er zur Unterstützung der Familie nebenbei arbeiten. Er betätigte sich als Musikant und Buchführer in einer Kantine der Roten Armee, um dann in einer Kleidungsfabrik zu arbeiten. Nach dem Mittelschulabschluss 1921 arbeitete er als 'Techniker beim Bau des Moskaukanals mit. Noch im selben Jahr schickte ihn die Gewerkschaft zum Studium ans Moskauer Institut für Verkehrsingenieure (MIIT). Das Studium schloss er 1925 als Bauingenieur ab. Seine Lehrer waren Nikolai Streletzky und Andrei Prokofjew. Auch hatte er einen vollständigen Kurs in der Fakultät für Elektroantrieb absolviert. Anschließend arbeitete er im Forschungsingenieurbüro des Komitees für Wissenschaft und Technik des Volkskommissariats für Verkehrswesen.
1927 wurde Hübschmann Ingenieur-Konstrukteur der Brücken-Abteilung der 1927 gegründeten Bauorganisation Dneprostroi, die die Dnepr-Stausee-Kaskade mit Wasserkraftwerken baute. 1929 kehrte er nach Moskau zurück, um dann wieder bei der Dneprostroi nun als Oberingenieur der Abteilung für Metallkonstruktionen zu arbeiten (bis 1931).
Daneben hielt Hübschmann 1926–1930 Vorlesungen über Brücken und Eisenbahnen am Moskauer Bau-Technikum. Gleichzeitig absolvierte er die Aspirantur am MIIT als Assistent des Lehrstuhls für Konstruktion. Schon 1930 wurde er Dozent und Leiter des Lehrstuhls für Brücken der Fakultät für Weiterbildung des MIIT. Bald war er auch Professor des Lehrstuhls für Ingenieurbauten der Transportindustrie des Moskauer Instituts für Bauingenieure (bis 1956).
Hübschmann wurde 1932 als Professor Leiter des Lehrstuhls für Brücken des Moskauer Instituts für Autostraßen (MADI, russisch МАДИ), an dem er 1934–1936 und dann ab 1956 Dekan der Straßenbau-Fakultät war. 1935 wurde er ohne Verteidigung einer Dissertation zum Kandidaten der technischen Wissenschaften promoviert. Er verfasste ein Lehrbuch über Holz-Autostraßenbrücken. Am Lehrstuhl organisierte er eine Brückenprüfstelle und prüfte mehr als 500 Brücken in Moskau und verschiedenen Regionen der UdSSR. Auch war er Berater bei vielen Brückenbauprojekten in Moskau und den Regionen der UdSSR. Sein Forschungsschwerpunkt war die Stabilität von Stahlbrücken mit beweglichen Belastungen. 1940 verteidigte er seine Doktor-Dissertation über die Dynamik von Brücken mit Erfolg für die Promotion zum Doktor der technischen Wissenschaften.
Zu Beginn des Deutsch-Sowjetischen Kriegs meldete Hübschmann sich freiwillig zur Moskauer Flugabwehr. 1942–1946 arbeitete er in der Brückenverwaltung der Roten Armee. Er beteiligte sich am Wiederaufbau bombardierter Brücken und am Bau von Ersatzpontonbrücken. Herausragende Beispiele waren die Pontonbrücken in Stalingrad und die einzigartige Eisenbahnholzbrücke über die Düna in Riga, die innerhalb kürzester Zeit während der Offensive der 2. Baltischen Front im Oktober 1944 gebaut wurde.
Hübschmann kehrte 1943 aus der Evakuierung nach Moskau zurück und arbeitete weiter am MADI. Er war Berater beim Bau der Brücken des Moskauer Autobahnrings, der Autobahn Moskau-Simferopol, der Schwarzmeer-Uferstraße des Kaukasus und der großen Brücken über die Oka, den Dnepr und den Jenissei.
Hübschmann starb nach langer schwerer Krankheit am 22. Januar 1973 in Moskau und wurde auf dem Wwedenskoje-Friedhof begraben.

## Ehrungen
- Ehrenstraßenbauer (1939)[1][2]
- Orden des Roten Banners der Arbeit
- Orden des Roten Sterns
- Medaille „Für die Verteidigung Moskaus“
- Medaille „Für die Verteidigung Stalingrads“
- Medaille „Sieg über Deutschland“
- Medaille „Für heldenmütige Arbeit im Großen Vaterländischen Krieg 1941–1945“
- Verdienter Wissenschaftler und Techniker der RSFSR (1956)[2]
- Leninorden (1961)